# Beniamino Cavicchioni
Beniamino Cavicchioni (* 27. Dezembro 1836 em Vejano ; † 17o de Abril de 1911 , em Roma ) foi um diplomata da Santa Sé e Cardinal .

## Vida
Ele estudou na Universidade de La Sapienza , onde o PhD Doctor of Laws adquirida. Após a sua ordenação em 18 de dezembro de 1859, ele foi professor de literatura em Vetralla , a partir deste cargo, ele renunciou a fazer novos estudos em Roma. Ele entrou no "estudo" da congregação congregacional como oficial em 1872. Em 1875 ele foi Minutant a Congregação de Propaganda Fide , responsável pelo Estados Unidos . O prelado da casa estava ativo desde 1883 como defensor do casamento na Congregação.
O Papa nomeou-o em 21 de março de 1884 Delegado Apostólico no Equador , Peru e Bolívia e Arcebispo Titular de Amida . A ordenação episcopal doou-o ao Cardeal Prefeito da Signatura Apostólica , Lorenzo Baldisseri , em 27 de abril daquele ano, na igreja de Santa Maria Assunta em razão do Pontifício Colégio Norte-Americano ; Co-consecrators foram Mario Mocenni , substituto da Secretaria de Estado , eDomenico Maria Jacobini , secretário da Congregação para Propaganda Fide . Em 4 de julho de 1885 ele era um cânone da Basílica de Latrão e foi concedido em 11 de janeiro de 1894 Titularerzbistum Nazianzo . Foi Procurador da Congregação do Conselho desde 22 de outubro de 1895 e subiu no dia 11 de janeiro de 1900 para o secretário da Congregação.
Papa Leão XIII. levou-o em 22 de junho de 1903 como cardeal sacerdote no Colégio dos Cardeais e recebeu em 25 de junho do mesmo ano, a igreja titular de Santa Maria em Ara Coeli . Ele participou do conclave de 1903 , o Papa Pio X escolheu parte. Em 11 de março de 1910, ele foi nomeado Cardeal Prefeito da Congregação de Estudos .
Ele foi enterrado no cemitério Campo Verano .